# Лапачо (деревина)
Лапачо (інші назви: «бразильський горіх», порт. Ipê, Piúva, англ. Guayacan) — деревина дерев роду Tabebuia.

## Властивості
Зріла деревина має колір від оливково-сірого, темно-червоного до середньо- і темно-коричневого. На радіальному зрізі можуть чергуватися вузькі світлі й темні смуги. Заболонь червоно-сіра. З плином часу під впливом світла колір породи темніє.
Деревина дуже важка, тверда, міцна. Містить маслянисті речовини. Легко піддається сушінню, але при цьому має значну тенденцію до жолоблення. Правильно висушена деревина відрізняється достатньою стабільністю геометричних розмірів.
Щільність: близько 900 кг/куб.м.
Твердість деревини по Брінеллю: 5,9

## Застосування
Використовується для виготовлення меблів, внутрішніх підлогових і зовнішніх покриттів,  сходів, балок. Зростає популярність цієї деревини як матеріалу для покриттів завдяки її довговічності і стійкості проти комах.